# Bruce Sterling
Michael Bruce Sterling (født 14. april 1954) er en amerikansk science fictionforfatter, der er kendt for sine romaner og arbejde med Mirrorshades antologien. Han har været med til at definere cyberpunkgenren.

## Priser
- 2000 Clarke Award vinder for romanen Distraction[3]
- 1999 Hayakawa Award vinder Taklamakan Best Foreign Short Story
- 1999 Hugo Award vinder for novellen Taklamakan
- 1997 Hugo Award vinder for novellen Bicycle Repairman
- 1989 Campbell Award vinder for romanen Islands in the Net[4]